# Iseropus barqueroi
Iseropus barqueroi là một loài tò vò trong họ Ichneumonidae.